# ماكسيم (موسيقي)
ماكسيم (بالألمانية: Maxim)‏ هو موسيقي ألماني، ولد في 15 مايو 1982 في زيغبورغ في ألمانيا.

## وصلات خارجية
- الموقع الرسمي
- ماكسيم على موقع IMDb (الإنجليزية)
- ماكسيم على موقع ميوزك برينز (الإنجليزية)
- ماكسيم على موقع ديسكوغز (الإنجليزية)